# Batalla de Caballo Blanco Hill
La Batalla del Caballo Blanco Hill (coreano: 백마고지 전투, chino: 白马山 战斗; pinyin: Bái Mǎ Shān Zhàn Dòu), fue una batalla durante la Guerra de Corea en el Triángulo de Hierro, entre Pyonggang, Gimhwa-eup y Cheorwon-eup, una ruta de transporte estratégica en la región central de la Península de Corea.
Caballo Blanco Hill era la cresta de una masa boscosa de 395 metros (1.296 pies) que se extendía en dirección noroeste a sureste por aproximadamente 2 millas (3,2 km), parte del área controlada por el IX Cuerpo de Estados Unidos , y considerada una importante colina avanzada con un buen dominio sobre el valle de Yokkok-chon, dominando los accesos occidentales a Cheorwon-gun. La pérdida de la colina obligaría al IX Cuerpo a retirarse al terreno elevado al sur de Yokkok-chon en el área de Cheorwon, negando al IX Cuerpo el uso de la red de carreteras de Cheorwon y abriría toda el área de Cheorwon al ataque y penetración del enemigo.
Durante diez días de batalla, el cerro cambiaría de manos un total de veinticuatro veces luego de repetidos ataques y contraataques por su posesión. Luego, Baengma-goji parecía un caballo blanco raído, de ahí su nombre de Baengma, que significa caballo blanco.